# Mangifera andamanica
Mangifera andamanica là một loài thực vật thuộc họ Anacardiaceae. Đây là loài đặc hữu của Ấn Độ.